# So wie du warst
So wie du warst ist ein Lied der deutschen Band Unheilig. Es wurde als Single aus deren siebten Studioalbum Lichter der Stadt vorab ausgekoppelt. Die Single wurde erstmals am 24. Februar 2012 in Deutschland, der Schweiz und Österreich verkauft. Der zweite Titel der Maxi-CD, Nachtschicht, war nicht auf dem Album Lichter der Stadt vertreten.

## Hintergrund
Die Melodie für den Refrain stammt aus Leonard Cohens Lied Hallelujah, weswegen sich die Betonung von „So wie du warst“ auch nach dem Wort „Halleluja“ richtet. Das Lied handelt von einem Sterbenden.

## Musikvideo
Das Musikvideo wurde erstmals am 17. Februar 2012 auf der Internetseite von Unheilig und clipfish gezeigt.
Im Musikvideo entsteigt ein alter Mann mit einem Koffer an einem Bahnhof einem Zug und erinnert sich beim Anblick eines alten schwarzweißen Fotos an seine Jugendfreundin. Daraufhin wird immer abwechselnd die Erinnerungen des alten Mannes an die Vergangenheit, der Sänger der Graf und der Weg des alten Mannes durch die Stadt gezeigt. Am Ende des Musikvideos trifft der alte Mann seine Jugendfreundin in ihrem Blumenladen. Gedreht wurden die Bahnhofs- und Stadtszenen am Bahnhof Hamburg-Altona.

## Rezeption

### Kritik
metalize.de beschrieb die Musik des Liedes als balladenartiger Rhythmus und als Ohrwurm, kritisierte jedoch, dass dem Lied „ein anspruchsloser Text“ unterlegt ist und ein „komplexer, spannender Songaufbau“ fehlt.
derwesten.de bewertete das Lied als „eine zu Noten erstarrte Sterbebegleitung“.
terrorverlag.de stufte das Lied als „gar nicht so schlecht“ ein, aber „inmitten weiterer Kerzen-Schunkler“ verliere es sich „in einem seichten Nichts“.

### Charts und Chartplatzierungen
| ChartsChartplatzierungen | Höchstplatzierung | Wochen |
| ------------------------ | ----------------- | ------ |
| Deutschland (GfK)        | 2 (17 Wo.)        | 17     |
| Österreich (Ö3)          | 14 (13 Wo.)       | 13     |
| Schweiz (IFPI)           | 18 (10 Wo.)       | 10     |

| ChartsJahrescharts (2012) | Platzierung |
| ------------------------- | ----------- |
| Deutschland (GfK)         | 63          |

### Auszeichnungen für Musikverkäufe
| Land/Region        | Auszeichnungen für Musikverkäufe (Land/Region, Auszeichnung, Verkäufe) | Verkäufe |
| ------------------ | ---------------------------------------------------------------------- | -------- |
| Deutschland (BVMI) | Platin                                                                 | 300.000  |
| Insgesamt          | 1× Platin ·                                                            | 300.000  |